# Ekonomika Rakouska-Uherska
Pojmem ekonomika Rakouska-Uherska, respektive rakouské části Habsburské monarchie zahrnuje hospodářské dějiny rakouských zemí do roku 1918.

## Nejstarší dějiny
Již v nejstarším období doby železné (přibližně v době 800 – 500 př. n. l.) se na území dnešního Rakouska, v oblasti zvané Solná komora, nacházelo významné centrum s vyspělou kulturou, nazvanou halštatská podle města Hallstatt, která se dále šířila do dalších částí Evropy, zejména střední a západní. Město Halstatt na břehu stejnojmenného jezera bylo jedním z nejvýznamnějších obchodních středisek té doby s významnou těžbou soli.
Ve starověku byla rakouská území součástí Římské říše, kdy tvořila tři římské provincie Austria Romana, z nichž nejvýznamnější bylo Noricum. Od 4. století bylo území osídlováno Germány.
V roce 1156 byla Východní (rakouská) marka povýšena privilegiem minus na Rakouské vévodství. Po bitvě na Moravském poli roku 1278, v níž byl poražen český král Přemysl Otakar II., připadly rakouské země definitivně původem švýcarskému rodu Habsburků.

## Habsburská monarchie
Velmi významná pro ekonomický rozvoj celé monarchie byla doba panování Marie Terezie a později jejího syna Josefa II., kteří zaváděli osvícenské reformy, jak ve sféře hospodářské a církevní tak ve školství, čímž se značně zvýšila gramotnost obyvatelstva.
Na počátku 19. století v důsledku napoleonských válek a byl roku 1809 uzavřen Schönbrunnský mír, který ukládal Rakousku placení reparací, které však již ke konci roku 1810 nebylo schopno plnit. Císařským patentem z 20. února 1811 zvaným Bankrottpatent byla nařízena nucená výměna (měnová reforma) dosavadních bankocetlí za investiční poukázky, tzv. vídeňskou měnu (Wiener Währung) v poměru 1:5. Kvůli vysokým válečným výdajům se navíc nadále zhoršoval inflační vývoj, proto byly tištěny nové papírové "anticipační" směnky pro předpokládané daňové příjmy.
Po skončení napoleonských válek byla kvůli stabilizaci měnové politiky 1. června 1816 založena Privilegovaná národní banka Rakouska (Privilegierte Oesterreichische Nationalbank) s právem vydávání peněz. Jako samostatná akciová společnost měla, byť nevelkou, nezávislost na finančních potřebách státu. Až do revolučního roku 1848 tak byl měnový systém v zemi stabilní.
Jako důsledek industrializace byla také zahájena výstavba rakouské železniční sítě. První úsek na Rakouském území, Rakouská severní dráha císaře Ferdinanda byla oficiálně zprovozněna 23. listopadu 1837 a spojovala Vídeň s tehdy rakouským Krakovem. V dalších letech došlo k silnému rozvoji železničních tratí v Rakousku kvůli propojení velkých měst rozlehlého císařství. Z toho důvodu byly uděleny koncese soukromým investorům ke zřízení a provozu nových tratí. V téže době vzniklo také několik továren na lokomotivy. Jako první vznikla roku 1839 Lokomotivfabrik der StEG, roku 1842 následovala Wiener Neustädter Lokomotivfabrik, největší výrobce lokomotiv v monarchii, a v roce 1869 Lokomotivfabrik Floridsdorf. Továrna Mödlinger Lokomotivfabrik byla založena roku 1873 a již o dva roky později musela být kvůli hospodářské krizi opět uzavřena.
1. května 1873 ve vídeňském Prateru císař František Josef I. slavnostně zahájil Světovou výstavu ve Vídni. Do 31. října toho roku výstavu navštívilo přes sedm milionů platících návštěvníků.

## Po rakousko-uherském vyrovnání

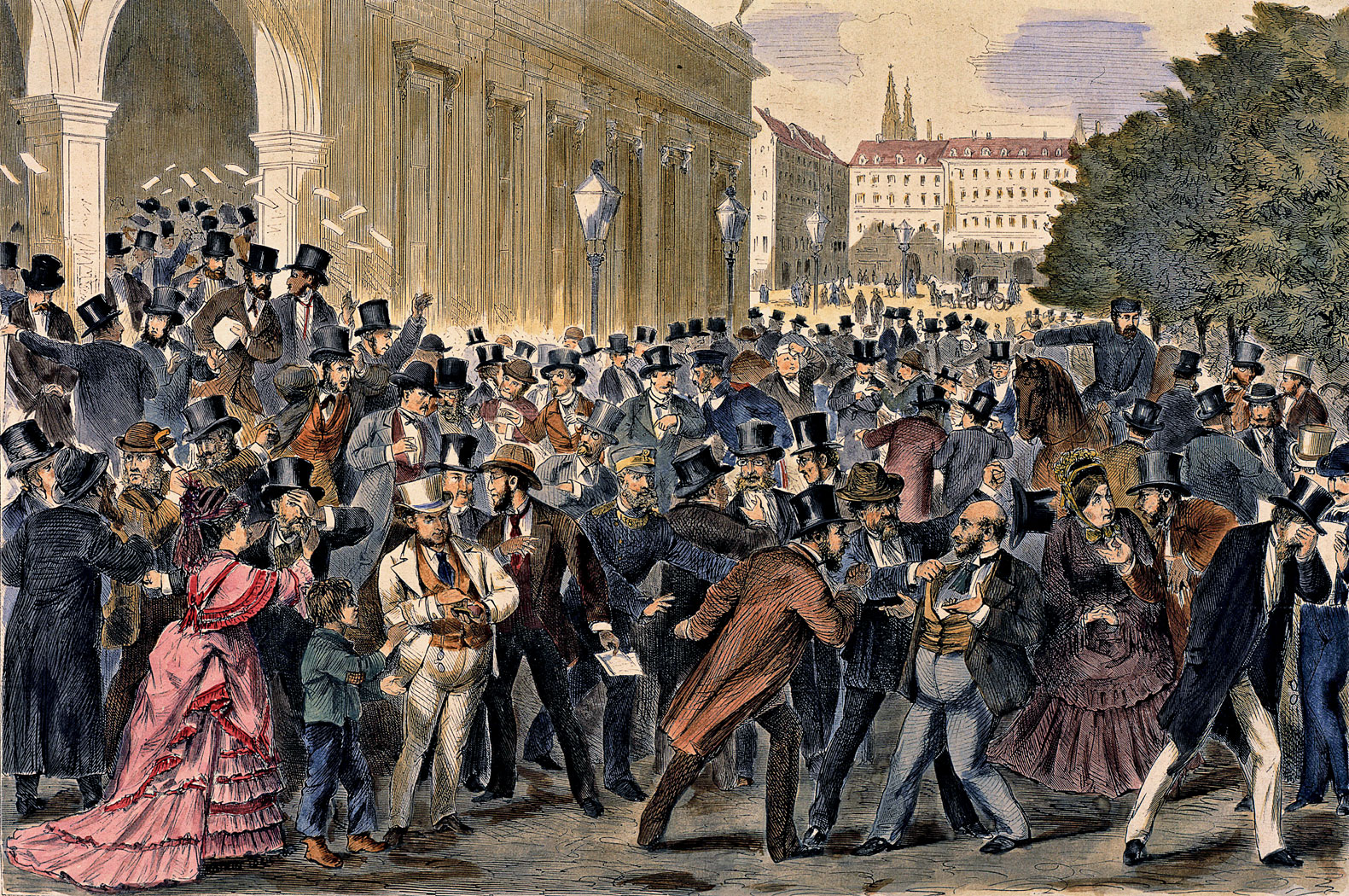
Krach na vídeňské burze - Černý pátek

Přibližně od rakousko-uherského vyrovnání v roce 1867 začal tzv. věk zakladatelů, kdy došlo k silným spekulacím na trhu, což s sebou ovšem později přinášelo stále více případů insolvence. Optimistická nálada na trzích definitivně skončila pátkem 8. května 1873, nazývaného černý pátek (Schwarzer Freitag), došlo k velkému krachu na vídeňské burze (Gründerkrach). Jen v tento den přibylo na 120 nových insolvencí. Burzy se zhroutily. Hospodářské následky sice nebyly tak dramatické, nicméně víra v liberalismus byla silně otřesena.
Kolem roku 1900 dosáhl také kulturní a společenský život v monarchii svého největšího rozkvětu. Kromě významného rozvoje průmyslu došlo k obrovskému rozmachu společenského života v monarchii, především pak v hlavním městě Vídni. Kromě umělců světového významu (spisovatelů, hudebníků, výtvarných umělců) se Rakousko-Uhersko řadilo také mezi průkopníky kinematografie.

## Národní důchod zemí Předlitavska
České země vytvářely zhruba 45 % národního důchodu Předlitavska.
| Země                    | Národní důchod celkem | Národní důchod celkem | Národní důchod na hlavu | Národní důchod na hlavu |
| Země                    | v mil. korun          | v %                   | v korunách              | v %                     |
| ----------------------- | --------------------- | --------------------- | ----------------------- | ----------------------- |
| Čechy                   | 5 158                 | 31,6                  | 761                     | 133,7                   |
| Morava                  | 1 703                 | 10,4                  | 648                     | 113,9                   |
| Slezsko                 | 472                   | 3,0                   | 619                     | 108,8                   |
| České země celkem       | 7 333                 | 45,0                  | 676                     | 118,8                   |
| Dolní Rakousy vč. Vídně | 3 011                 | 18,5                  | 850                     | 149,4                   |
| Horní Rakousy           | 532                   | 3,2                   | 626                     | 110,0                   |
| Salcbursko              | 139                   | 0,9                   | 641                     | 112,6                   |
| Štýrsko                 | 750                   | 4,6                   | 519                     | 91,2                    |
| Korutany                | 220                   | 1,3                   | 556                     | 97,7                    |
| Tyrolsko, Vorarlbersko  | 655                   | 4,0                   | 660                     | 116,0                   |
| Rakouské země celkem    | 5 307                 | 32,5                  | 632                     | 111,1                   |
| Kraňsko                 | 230                   | 1,4                   | 439                     | 77,2                    |
| Rakouské přímoří        | 464                   | 2,8                   | 522                     | 91,7                    |
| Dalmácie                | 171                   | 1,1                   | 264                     | 46,4                    |
| Jižní země celkem       | 865                   | 5,3                   | 408                     | 71,7                    |
| Halič                   | 2 546                 | 15,6                  | 316                     | 55,5                    |
| Bukovina                | 250                   | 1,6                   | 310                     | 54,5                    |
| Karpatské země celkem   | 2 796                 | 17,2                  | 313                     | 55,0                    |
| Předlitavsko celkem     | 16 301                | 100,0                 | 569                     | 100,0                   |

## Rakouská republika
Rakouská ekonomika značně utrpěla se zánikem monarchie. Po něm totiž zůstalo asi 70 % průmyslové výroby na území českých zemí.